# Муции
Му́ции (лат. Mucii) — древнеримский старинный и знатный плебейский род, основателем которого традиционно считается полулегендарный Гай Муций (ум. после 509 до н. э.), пытавшийся убить этрусского царя Ларса Порсенну, осаждавшего Рим в 509 году до н. э. Именно он первым среди Муциев получил прозвище «Левша» (Scaevŭla), ставшее впоследствии когноменом для всех его потомков. Кроме него из числа наиболее известных представителей данного семейства можно выделить следующих персоналий:
- Публий Муций Сцевола (ок. 176 — не позже 115 до н. э.), консул 133 года до н. э., верховный понтифик в 130—115 годах до н. э. Сторонник Тиберия Семпрония Гракха. Он изъял историографию из исключительного ведения великого понтифика и стал первым из знаменитых правоведов-Муциев[1];
- Квинт Муций Сцевола Авгур (ум. 88 до н. э. или позже), консул 117 года до н. э., двоюродный брат предыдущего[1];
- Квинт Муций Сцевола (140—82 до н. э.), консул 95 года до н. э., великий понтифик в 89—82 годах до н. э., сын консула 133 года до н. э. Автор труда «Ius civile», известного по извлечениям из него в «Дигестах»[1];
- Муция (ок. 95 — после 31 до н. э.), младшая дочь предыдущего, вышедшая замуж в 79 или 78 году до н. э. за Гнея Помпея Магна. Согласно авторам «Паули-Виссова», могла приходиться сестрой Публию Муцию Сцеволе Корду[2];
- Квинт Муций Сцевола (ум. после 46 до н. э.), член коллегии плебейских трибунов в 54 году до н. э., внук консула 117 года до н. э. Предположительно, в качестве легата состоял в штабе проконсула Киликии Аппия Клавдия Пульхра в 53 году до н. э.;
- Публий Муций Сцевола Корд (ок. 100 — не позже 57 до н. э.), монетный триумвир, по одной из версий[3], в 70 году до н. э., член коллегии понтификов в период с 72 года до н. э. и вплоть до своей смерти, наступившей не позднее 57 года до н. э[4][5]. Согласно авторам «Паули-Виссова», мог приходиться сыном Квинту Муцию Сцеволе «Понтифику»[2].

Здесь следует упомянуть ещё и Квинта Муция Орестина (ум. после 64 до н. э.), народного трибуна в 64 году до н. э. и брата 3-й супруги Луция Сергия Катилины, который по рождению принадлежал к Аврелиям Орестам, но был в своё время усыновлён неким Квинтом Муцием (возможно, консулом 95 года до н. э.).